# Stribog (kryptografie)
Stribog (rusky Стрибог, podle standardizačního dokumentu také ГОСТ Р 34.11-2012 – GOST R 34.11-202, v anglické transkripce Streebog) je kryptografická hašovací funkce schválená v roce 2012 jako součást ruských standardů GOST. V rámci standardizace Internetu ji specifikuje RFC 6986. Velikost otisku má 256 nebo 512 bitů (tj. 32 nebo 64 bajtů). Jméno Stribog je odvozeno od slovanského božstva Striboga.
V rámci informační bezpečnosti dle standardů GOST je Stribog náhradou starší kryptografické hašovací funkce definovanou standardem GOST R 34.11-94. Z celosvětového hlediska je konkurentem kryptografické hašovací funkci SHA-3, kterou vyhlásil za standard v roce 2015 americký Národní institut standardů a technologie na základě veřejné soutěže probíhající už od roku 2006.
V roce 2015 dokázali Alex Birjukov, Léo Perrin a Alexej Udovenko, jakým způsobem byly zřejmě zkonstruovány S-boxy, které Stribog sdílí s blokovou šifrou Kuzněčik (rovněž standardizovanou v rámci GOSTu), což by mělo umožnit rychlejší hardwarovou implementaci, na druhou stranu vzbuzovalo nezodpovězenou otázku, čím byl motivován zrovna takový výběr S-boxů (tedy zda v pozadí není kleptografická motivace).
K roku 2017 nebyl znám žádný úspěšný útok na plnou variantu funkce – byla ovšem řada úspěšných teoretických útoků na funkce odvozené snížením počtu rund.
Funkci používá například software VeraCrypt šifrující pevné disky.